# میوخرک
میوخرک (به لاتین: Myukhrek) یک منطقهٔ مسکونی در روسیه است که در داغستان واقع شده‌است.